# Liw

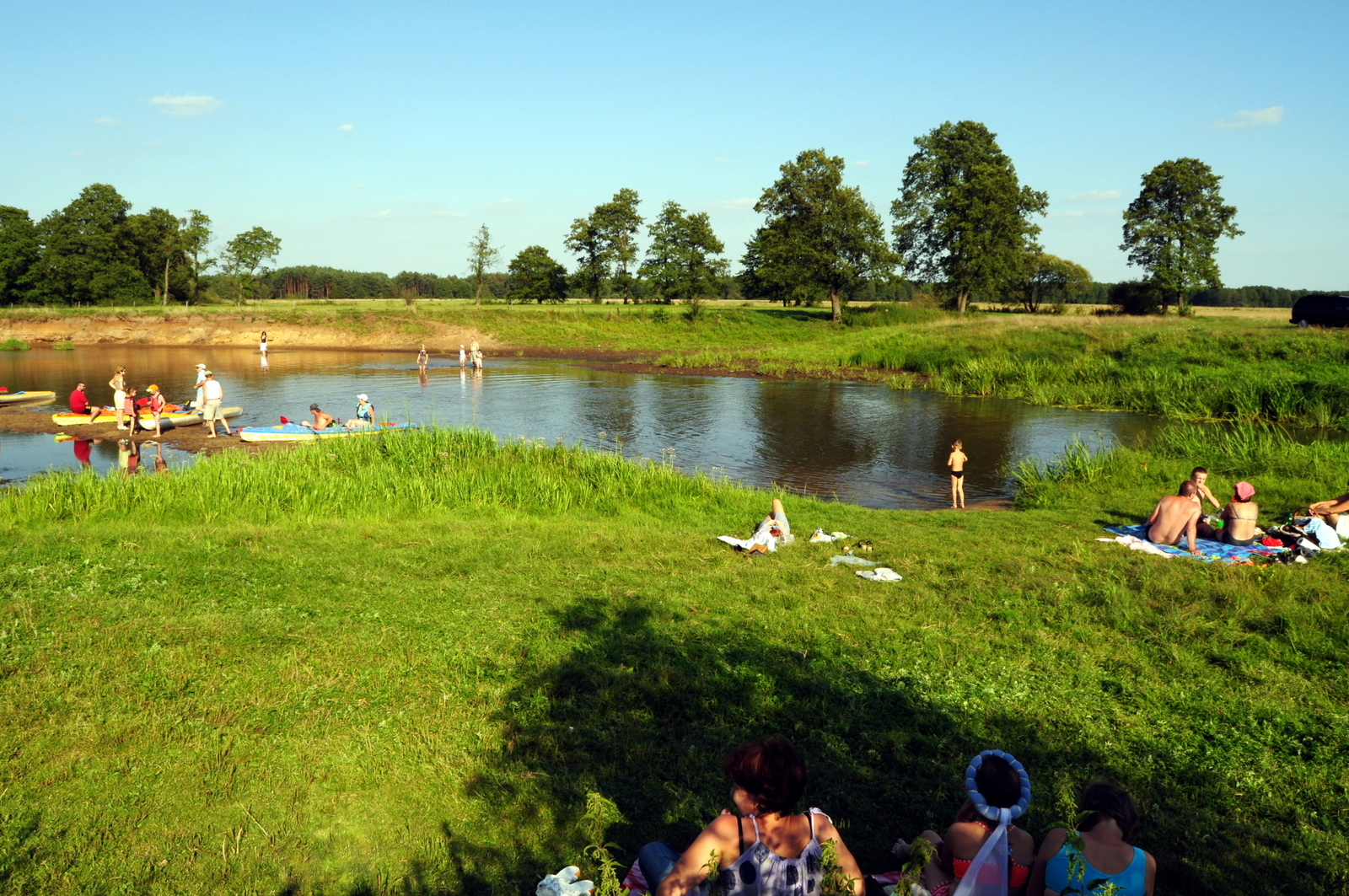
Letnicy nad Liwcem

Liw – wieś w Polsce położona w województwie mazowieckim, w powiecie węgrowskim, w gminie Liw.  
Na terenie wsi utworzono dwa sołectwa Liw I i Liw II.
Liw to ośrodek krajoznawczy i letniskowy. Dawniej miasto; uzyskał lokację miejską przed 1421 rokiem, zdegradowany w 1869 roku. Miejsce obrad sejmików ziemskich ziemi liwskiej od XVI wieku do pierwszej połowy XVIII wieku.  W latach 1975–1998 miejscowość administracyjnie należała do województwa siedleckiego.
Liw Stary i Liw Nowy były miastami królewskimi Korony Królestwa Polskiego, położonymi w drugiej połowie XVI wieku w powiecie liwskim ziemi liwskiej województwa mazowieckiego. W czasach Rzeczypospolitej Obojga Narodów w Liwie mieściła się kasa szafarzy podatków dla Mazowsza.
| SIMC    | Nazwa   | Rodzaj     |
| ------- | ------- | ---------- |
| 0677932 | Gacki   | przysiółek |
| 0677949 | Ignasin | kolonia    |
| 0677955 | Sitarze | kolonia    |

Liw leży w północnej części Obniżenia Węgrowskiego, nad rzeką Liwiec. Rzeka przepływająca przez miejscowość stanowi granicę dwóch historycznych dzielnic Podlasia i Mazowsza. 
Wieś jest siedzibą rzymskokatolickiej parafii św. Leonarda w Liwie.

## Etymologia nazwy
Nazwa miejscowości Liw pochodzi prawdopodobnie z języka Bałtów, od słowa oznaczającego bagna, teren bagienny. Oddaje ona charakter historyczny tego miejsca, gdyż pierwotnie osadę otaczały rozlewiska rzeki Liwiec.

## Historia
Pierwotnie gród obronny, strzegący przeprawy przez rzekę oraz wschodnich granic Mazowsza, znajdował się na południe od dzisiejszego Liwa w miejscowości Grodzisk. W XIII w. osada została przeniesiona bardziej na północ w miejsce dzisiejszego zamku. Pierwsza wzmianka pisana o Liwie pochodzi z dokumentów książęcych Bolesława II z 1304 r. i dokumentu księcia czerskiego Siemowita III wystawionego w 1335 r. Był to jeden z głównych punktów obronnych tego księstwa oraz siedziba kasztelanii. Bliskość granicy z Wielkim Księstwem Litewskim oraz przebiegający tędy trakt na Ruś sprzyjał rozwojowi handlu i osadnictwa. Osada przygrodowa bardzo szybko rozwinęła się w organizm miejski. Jednak prawa miejskie Liw uzyskał dopiero ok. 1421 r., co było związane z wybudowaniem w miejscowości zamku książęcego oraz ustanowieniem go stolicą ziemi liwskiej. Istnieją jednak przypuszczenia, że lokacja na prawie chełmińskim mogła się odbyć znacznie wcześniej, w II poł. XIV w. Wraz ze wzrostem miasta rozrosło się również przedmieście, które w latach 1453–1789 było odrębnym miastem pod nazwą Liw Nowy. Liw Stary otrzymał odnowione prawo miejskie w 1453 r. od księcia Bolesława IV.
Po śmierci księcia mazowieckiego Konrada III Rudego (zm. 1503) ziemia liwska znalazła się w oprawie wdowiej księżnej Anny Radziwiłłówny (zm. 1522), a później stała się własnością jej córki, ostatniej przedstawicielki Piastów Mazowieckich Anny Mazowieckiej (zm. 1557). W 1526 r. zmarł ostatni książę mazowiecki Janusz III i Mazowsze zostało inkorporowane do Korony. Precedens sprawił jednak, że zarówno Liw, jak i okalające go terytorium na krótki okres stały się udzielnym księstwem. Spór o majątek między Zygmuntem I Starym i Anną Mazowiecką toczył się do 1537 r. Miasto i zamek Liw w tym czasie były kilkakrotnie oblegane przez wojska królewskie.
Po objęciu władzy przez starostę koronnego rozpoczął się dalszy rozwój miasta. W I Rzeczypospolitej Liw korzystał wciąż z położenia geograficznego na styku dwóch państw – Korony i Litwy. Odbywały się tu sądy ziemskie i grodzkie. Kościół parafialny św. Jana Chrzciciela w Liwie był salą obrad sejmiku ziemskiego. Pod koniec XVI i na początku XVII w. był tutaj duży ośrodek rzemieślniczy i handlu zbożem, na przeprawie przez rzekę zorganizowano komorę celną, raz w tygodniu były targi, a trzy razy do roku jarmarki. W 1572 r. Liw był typowany jako jedno z miast, w którym mogłaby odbywać się elekcja królów polskich. XVII wiek przyniósł jednak również upadek gospodarczy miasta. Przede wszystkim przyczynił się do tego rozwój Węgrowa na drugim brzegu rzeki oraz wojny prowadzone przez Rzeczpospolitą z państwami ościennymi. Duże znaczenie dla upadku miasta miała ogólnoeuropejska sytuacja gospodarcza na rynku zboża. Miasto wyludniło się podczas potopu szwedzkiego. W latach 1631 i 1652 wybuchła w mieście zaraza. Zostało spalone w 1657 r. przez wojska księcia siedmiogrodzkiego. Zdewastowano także kościół św. Ducha w Nowym Liwie oraz usytuowaną na przedmieściach kaplicę św. Leonarda z XV wieku. Miasto tak podupadło, że sejm w Grodnie w 1678 roku, by wzmocnić jego gospodarkę, wyznaczył w Liwie dwa jarmarki, w poniedziałek starozapustny i w Boże Ciało. Kolejne pożary z 1700 i 1703 r. wywołali Szwedzi, którzy również zburzyli zamek i większość zabudowy. W 1762 r. w zatargu władz miejskich z kościołem o dziesięcinę nałożono na miasto ekskomunikę.
Po 1795 r. Liw znalazł się pod zaborem austriackim i został kolejny raz ograbiony. Zlikwidowano wówczas ziemię liwską i zdegradowano zupełnie rolę miasteczka, gdyż stolicą cyrkułu stały się Siedlce. Od 1809 r. Liw był w granicach Księstwa Warszawskiego i wszedł w skład powiatu węgrowskiego w departamencie siedleckim. W tym czasie bardziej już przypominał dużą wieś niż miasto. Od 1815 r. należał do Królestwa Polskiego. Podczas powstania listopadowego pod Liwem na początku 1831 r. rozegrała się bitwa wojsk polskich z wojskami rosyjskimi, której celem było odparcie próby przedarcia się Rosjan przez most na Liwcu i osłonięcie Warszawy przed kontruderzeniem gen. Dybicza. W 1866 r. ukazem carskim za udział mieszkańców Liwu w powstaniu styczniowym władze rosyjskie odebrały mu prawa miejskie. Od tej pory miejscowość była już tylko wsią sąsiadującą z większym organizmem miejskim, jakim jest Węgrów.

## Zabytki

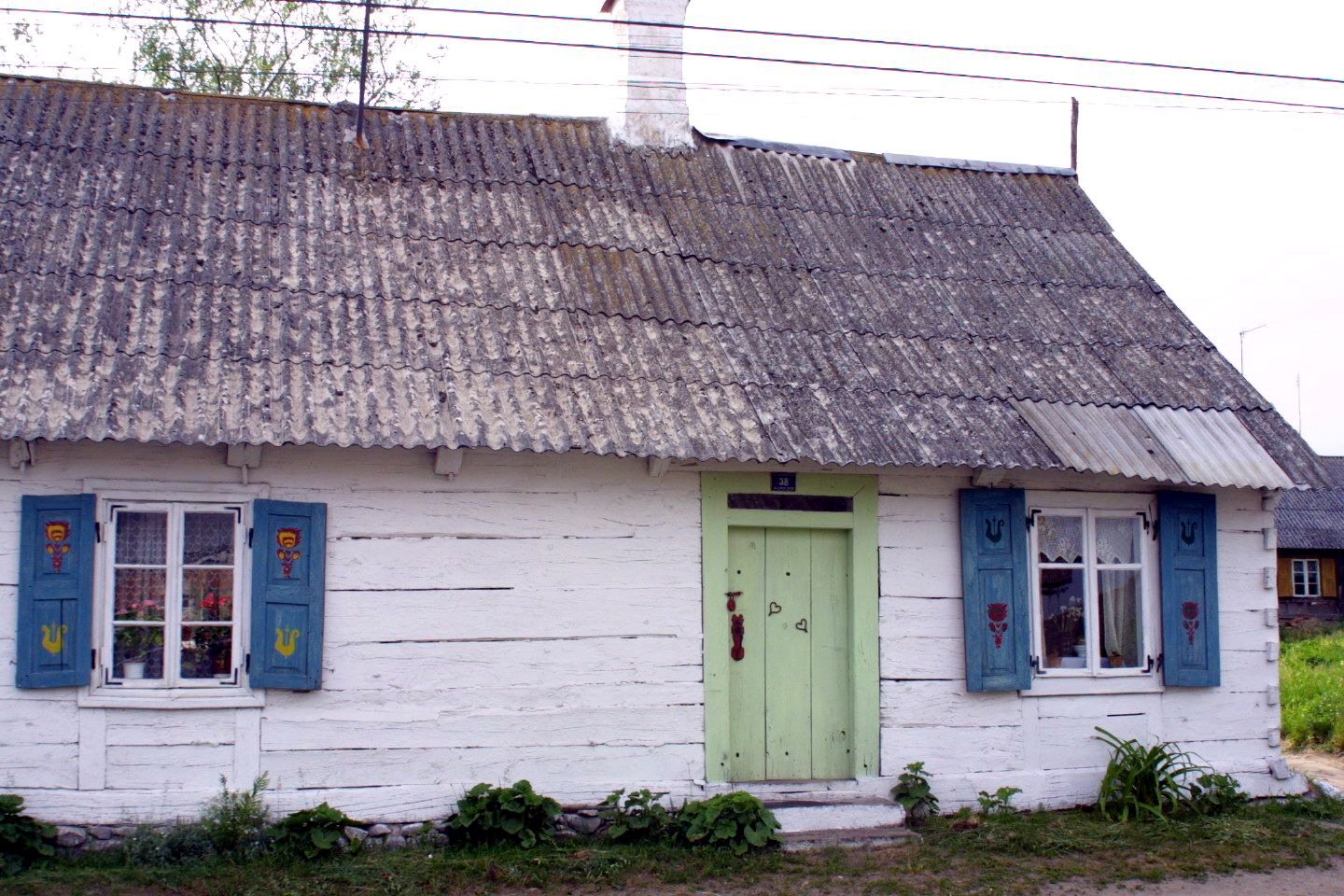
Drewniany dom w Liwie

- Ruiny gotyckiego zamku obronnego książąt mazowieckich wzniesionego przed 1429 r. Później gruntownie przebudowanego w XVI i XVII w., zniszczonego podczas potopu szwedzkiego i wojny północnej. Zachowała się jedynie wieża bramna, część murów okalających i fundamenty Domu Dużego.
- Dwór kancelarii starostwa z 1782 r. wzniesiony na miejscu zamkowego Domu Mniejszego. Obecnie siedziba muzeum.
- Kościół parafialny św. Leonarda wzniesiony w stylu neogotyckim w latach 1905–1907 według projektu Józefa Piusa Dziekońskiego
- Drewniane domy i wiejskie zabudowania gospodarcze z XIX i pocz. XX w.

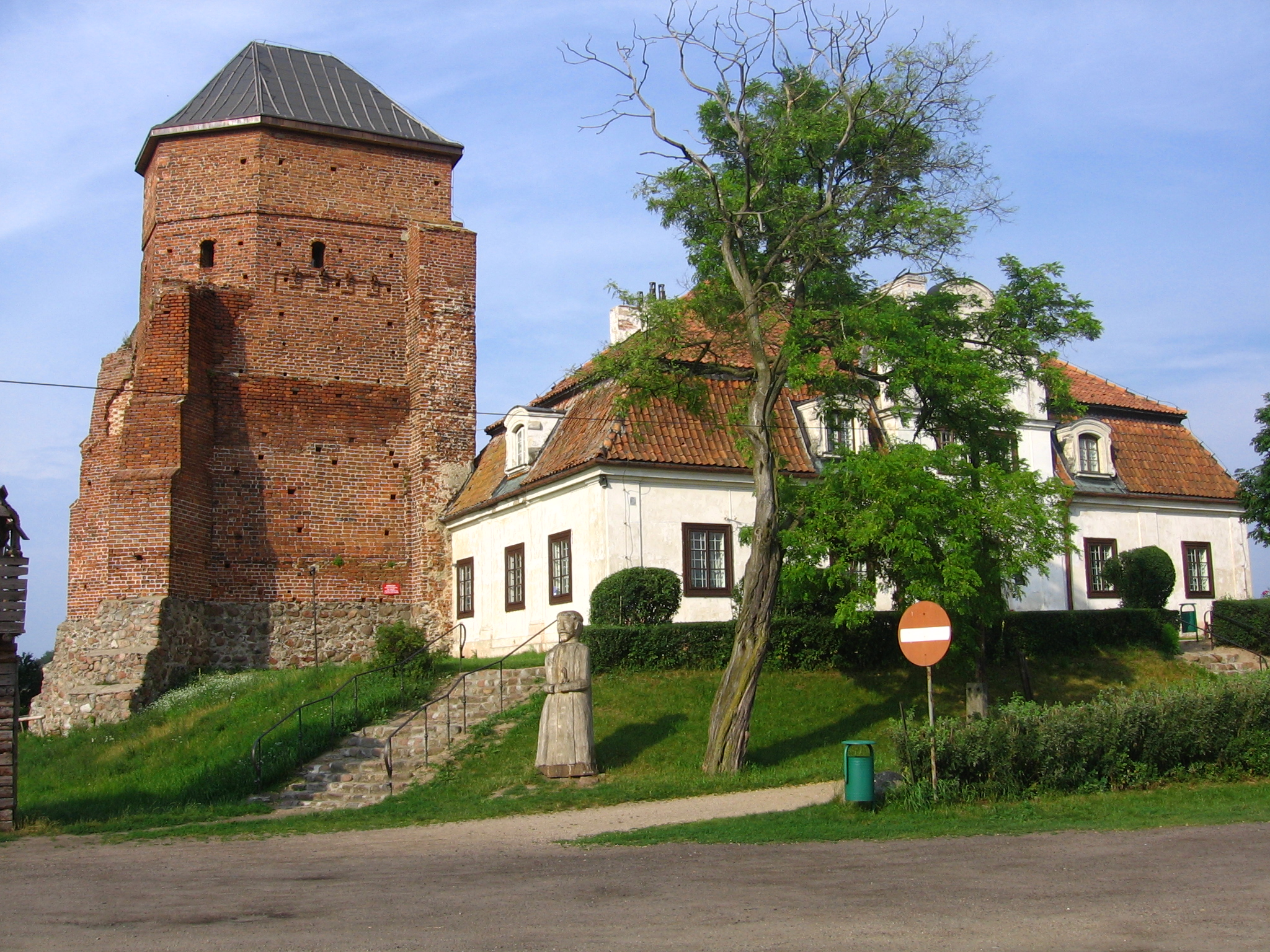
Zamek w Liwie